# Manoel de Oliveira Franco Sobrinho
Manoel de Oliveira Franco Sobrinho (Curitiba, 11 de janeiro de 1916 – 17 de julho de 2002) foi um advogado, juiz, jornalista, administrador público, político, professor e escritor brasileiro.

## Carreira

### O advogado
Manoel de Oliveira Franco Sobrinho ingressou em 1932, aos 16 anos, na Universidade Federal do Paraná, seguindo uma vocação intelectual familiar, pois já eram advogados seus tios Manoel de Oliveira Franco, João de Oliveira Franco e seu pai Theodorico de Oliveira Franco, todos registrados no Superior Tribunal de Justiça do Estado do Paraná. Formou-se em 1936, aos 20 anos de idade, e foi eleito orador da turma. Nesse mesmo ano, juntamente com o seu tio Manoel de Oliveira Franco e o primo Adolfo de Oliveira Franco, abriu um escritório de advocacia. Em fevereiro de 1937, foi nomeado serventuário vitalício no cartório do 1° Ofício de Órfãos, Ausentes, Interditos e Provedoria de Curitiba.
Sua atuação como advogado estendeu-se por toda a vida, tendo fundado, com seu filho Manoel Antonio de Oliveira Franco, em 1974, o escritório Oliveira Franco, que devido a associações, tornou-se Oliveira Franco, Ribeiro, Küster, Rosa – Advogados Associados.
No decorrer de sua carreira foi membro do Instituto de Advogados do Paraná e da Ordem dos Advogados do Brasil. Foi sócio benemérito do Instituto dos Advogados do Paraná (IAP), desde 1988, e do Instituto Nacional do Direito Público, a partir de 1998.
Em 1939 iniciou carreira na área de educação, como professor de Sociologia do Ginásio Paranaense, hoje conhecido como o Colégio Estadual do Paraná.

### O administrador público
Em 1946 Manoel de Oliveira Franco Sobrinho iniciou sua carreira na área pública, foi designado Procurador-Geral do Estado. Desenvolveu uma política que valorizasse a carreira dos promotores públicos, consequentemente aumentou os investimentos.
Apresentou sugestões para a reforma da organização judiciária, como: a criação de uma Curadoria de Massas Falidas, Acidentes e Casamentos, Curadoria de Órfãos, Ausentes, Interditos e Menores. Em 1947, foi nomeado Procurador-Regional da Justiça Eleitoral do Paraná.
Em 1950 e 1954 foi Presidente e Diretor da Caixa Econômica Federal do Paraná no qual estipulou metas de gestão auxiliar econômica, ou seja, seu objetivo era informar a população em como poupar o seu dinheiro.
A Secretaria de Estado dos Negócios do Governo do Paraná também teve a presença Manoel de Oliveira Franco Sobrinho, em 1955. Solucionou problemas de ordem administrativa e financeira do estado. Centralizou seu trabalho no saneamento das finanças do estado, elaborando um plano de desenvolvimento econômico e reestruturação administrativa do órgão, conferindo-lhe agilidade burocrática. Trabalhou no Instituto Nacional do Mate, no cargo da Presidência em 1964 a 1966. Durante sua gestão no Instituto reorganizou a administração da empresa, racionalizando sua área administrativa e defendeu uma melhor receita cambial.
Entre os anos de 1964 e 1972, foi Diretor Interino da Faculdade de Direito da Universidade Federal do Paraná.
Em 1970 foi Diretor do Instituto de Ciência Sociais e Direito Comparado da Universidade Federal do Paraná, e em 1986 trabalhou como Diretor no Setor de Ciências Jurídicas da Universidade Federal do Paraná.

### O representante do Brasil no exterior
Manoel de Oliveira Franco Sobrinho representou o Brasil em vários eventos internacionais em países da América Latina, Europa e nos Estados Unidos, entre os anos de 1959 e 1961, participando de diversos encontros:
1. IV Reunião do Conselho Interamericano Jurisconsultos, em Santiago de Chile do Chile.
2. Comissão de Estatística do Conselho Econômico e Social das Nações Unidas em Nova Iorque, como um observador parlamentar.
3. Compôs a V Comissão de Orçamento da ONU durante a XVI Assembleia Mundial da Saúde em 1960.
4. Representou o Brasil na Assembleia Mundial da Saúde, em 1960, na cidade de Genebra, onde debateu teses sobre a saúde e o trabalho.
5. IV Sessão da Conferência da Unesco, participando das discussões que envolviam a defesa da paz, seguranças das nações, problemas atinentes ao colonialismo e sobre solução de conflitos geopolíticos.
6. Em 1961, no mês de novembro, na XVI Assembleia da ONU, Oliveira Franco participou do debate sobre o desarmamento e o equilíbrio na administração da produção de armas nucleares.

### O magistrado
Em 1967 foi nomeado o primeiro Juiz Federal do Estado, atuando até 1972. Foi o primeiro Diretor do Foro Federal no Paraná e instalou a 3ª vara da Justiça Federal em 1971. Ainda em 1967 atuou como Juiz do Tribunal Regional Eleitoral do Paraná.

### O juiz federal
Em sua homenagem denominaram o novo Foro da Seção Judiciária do Paraná de Manoel de Oliveira Franco Sobrinho, pois ele fora o primeiro juiz federal que atuou no Estado, onde presidiu a Comissão de Instalação da Justiça Federal. O homenageado desempenhou a magistratura federal em território paranaense de 1967 a 1978, exercendo também a Direção do Foro da Seção Judiciária.

### O jurista
A atividade de Manoel de Oliveira Franco Sobrinho como jurista deu-se, sobretudo, pela vasta produção de obras jurídicas, que compreende livros, artigos e conferências, constituindo um acervo significativo nesse campo no Paraná e no Brasil. Sua atuação lhe valeu, no ano de 1979, homenagem através da publicação de um volume de estudos de Direito Administrativo, cujos textos foram produzidos por estudiosos no campo da ciência jurídica, intitulado "Direito Administrativo – aplicado e comparado, Tomo I".
Distinguiu-se igualmente pela participação como organizador, presidente, consultor e expositor em congressos nacionais e internacionais dedicados ao direito administrativo. Em 1975, foi aclamado o primeiro Presidente, e posteriormente Presidente Nato, do Instituto Brasileiro de Direito Administrativo, criado durante o I Congresso Brasileiro de Direito Administrativo, realizado em Curitiba.
Em 1993 foi convocado pelo Presidente Itamar Franco para tomar parte na Comissão de Revisão Constitucional. Sua autoridade na área do Direito Administrativo esteve presente em todos os setores nos quais atuou, enquanto político, escritor e crítico, bem como em suas funções administrativas e representativas. Em 1999, foi eleito Membro da Academia Brasileira de Letras Jurídicas. Sem condições de tomar posse na cidade do Rio de Janeiro, recebeu então, no ano de 2000, o título de Membro Honorário da Instituição em reconhecimento à sua atuação profissional.

### O político
Manoel de Oliveira Franco Sobrinho foi presidente, por duas vezes, do Centro Acadêmico da Faculdade de Direito da Universidade Federal do Paraná, em Curitiba (Centro Acadêmico Hugo Simas – CAHS). Defendendo as virtudes do sistema representativo de poder, na redemocratização de 1945 filiou-se à UDN (União Democrática Nacional) e foi candidato a deputado constituinte, não tendo sido eleito (suplente). Participou, na mesma ocasião, da Frente Única do Paraná, coalizão política que lançou candidatos do Estado à Assembleia Nacional Constituinte de 1946.
Nesse mesmo ano, tomou parte da campanha que visava à restituição do território do Iguaçu ao estado do Paraná, e foi também um dos organizadores do Diretório Regional da "Liga Nacional da Defesa da Democracia", que congregava políticos e intelectuais nas lutas por um diploma constitucional que garantisse a integridade dos direitos coletivos.
Foi candidato a deputado estadual pela legenda do PSD em 1950. Eleito deputado federal pelo Paraná em duas legislaturas em 1954 e 1958, e como suplente em 1962, tendo assumido em diversas oportunidades a cadeira, Manoel de Oliveira Franco Sobrinho teve participação ativa na Câmara Federal.
Sua luta parlamentar dirigiu-se a causas como saúde, energia e educação, e foi crítico sistemático em questões ligadas à moralidade pública e partidária. Nas duas legislaturas, apresentou projeto de criação de CPI’s para investigar o preço dos produtos farmacêuticos, e o alto custo do ensino no país; propôs a criação de um Instituto Nacional de Assistência Médica, a instituição de obrigatoriedade de ensino da Cadeira de Instrução Moral e Cívica nos estabelecimentos de ensino secundário brasileiros, e um plano de construção, renovação e expansão de usinas termoelétricas e hidrelétricas locais que beneficiaria cerca de 70% da população rural.
Em 1956 foi escolhido como um dos vinte melhores parlamentares do país, ao lado de nomes como Afonso Arinos, Carlos Lacerda, Prado Kelly e Fernando Ferrari. Presidiu, nesse mesmo período, a Comissão de Redação da Câmara. Além de ter sido membro titular da Comissão de Relações Exteriores, de 1959 a 1962, o deputado participou como suplente da Comissão de Constituição e Justiça e teve atuação destacada como relator de Comissão Parlamentar de Inquérito instalada em 1957, para investigar as condições de trabalho dos mineiros de carvão no estado de Santa Catarina.
Destaca-se, em sua atividade parlamentar, a designação para várias comissões especiais como representante do Brasil em encontros e congressos de nível nacional e internacional. Seu desempenho no trato das questões públicas valeu-lhe o expressivo sufrágio nas duas candidaturas à Câmara Federal, sendo o deputado federal mais votado em 1954, com um total de 27.163 votos.

### O literato
Manoel De Oliveira Franco Sobrinho, sempre dedicou boa parte de sua vida à literatura. Segundo o próprio autor, foi a base primordial para sua formação como escritor. Seus artigos, contos e poesias foram publicados em várias revistas da época, como a "Revista do Directorio", "Fon-Fon", "A Ordem", "Jornal das Moças", "A Semana", "A Época", "Revista Nacional", "Invicta" e "Revista Da Academia Paranaense de Letras">.
Participou na elaboração da Academia de Letras de Moços do Estado e do Centro Ronald de 1934 e 1935. O objetivo dessas criações foi para incentivar a produção intelectual para jovens literatos.
Em Novembro de 1966 foi eleito membro da Academia Paranaense de Letras devido ao seu reconhecimento profissional e contribuição literária.

### O jornalista
Manoel De Oliveira Franco Sobrinho teve participação nas produções jornalísticas do Paraná. Desenvolveu trabalhos em jornais como "O Dia", "Gazeta do Povo", "Diário do Paraná" e "O Estado do Paraná". Escreveu para jornais importantes de São Paulo e do Rio de Janeiro (Jornal do Brasil e atual Folha de S.Paulo).
Em 1940 foi diretor da filial da empresa editora "A noite". Foi um dos primeiros jornalistas registrados profissionalmente no Paraná, teve preocupações com a situação jornalística em que o Brasil se encontrava, participando de debates sobre as responsabilidades e os limites legais das atividades da imprensa.

### O professor
Aos 22 anos, Manoel de Oliveira Franco Sobrinho iniciou sua carreira também como professor na Faculdade de Direito do Paraná, após no Ginásio Paranaense (atual Colégio Estadual do Paraná). Obteve amplo reconhecimento através de homenagens recebidas em instituições brasileiras e do exterior, inclusive títulos de Professor "Honoris Causa", membro correspondente e conselheiro consultivo em universidades latino-americanas, sendo considerado o professor catedrático mais jovem do Brasil.
Atuou também como professor no curso de letras na Universidade Federal do Paraná, onde mais tarde em 1972 assumiu o cargo de diretor no curso de direito,  após realizar uma reforma universitária.
Participou do setor de ciências jurídicas, e existe uma sala nesse setor com seu nome desde 1986.

## Obras
Publicou várias obras de gêneros variados: Crônicas, Artigos Jurídicos, Discursos e Palestras. Quando começou a publicar, em 1933, tinha apenas 17 anos de idade.

### Crônicas diversas
- Jornais 1970-2002 (artigos)
- Jornais 1933-1938 (artigos)
- Revistas 1933-1938 (artigos)

### Artigos jurídicos
- Arquivos Ministério da Justiça
- Artigos Direito Administrativo
- Enciclopédia Saraiva
- Genesis – Revista de Direito Administrativo Aplicada
- Revista Direito Administrativo
- Revista Direito Público
- Revista Forense
- Revista dos Tribunais

### Livros publicados
- A prova administrativa
- A Prova no Processo Administrativo
- Afirmação na Prática do Direito Internacional
- Atos Administrativos
- Autarquias Administrativas
- Curso de Direito Administrativo

### Avulsos
- Ciências Administrativas
- Classificação de Cargos e Plano de Pagamento
- Comentários a Constituição
- Comentários à Reforma Administrativa 1975
- Comentários à Reforma Administrativa 1983
- Concessão de Serviços Públicos em Direito Administrativo
- Contratos Administrativos
- Controle da Moralidade Administrativa
- Da Competência Constitucional Administrativa
- Desapropriação 1973, 1977, 1989 e 1996
- Do Conceito do Contrato Administrativo
- Do Mandado de Segurança nas Desapropriações
- Empresas Públicas no Brasil
- Ensaio Sobre Teoria do Órgão
- Ensaio Sobre a Mecânica Política do Estado
- Estudos Jurídicos em Homenagem a Vicente Rao
- Estudos de Direito Público 1966 e 1977
- Fundações e Empresas Públicas
- Gasseta Jurídica (em italiano)
- História Breve do Constitucionalismo no Brasil
- Introdução ao Direito Processual Administrativo
- Jurisprudência Brasileira 11
- Manual dos Municípios
- Municipalização dos Serviços Públicos
- Município e Municipalização
- O Princípio Constitucional da Moralidade Administrativa
- Obrigações Administrativas 1983 e 1994
- Os Serviços de Utilidade Pública
- Regimes Políticos
- Revista Argentina de Derecho Administrativo 17
- Revista do Instituto dos Advogados do Paraná 25.
- Subversão e Contra-Subversão.